# Donecka ljudska republika
Donecka ljudska republika (DLR; rusko Доне́цкая Наро́дная Респу́блика, Doneckaja Narodnaja Respublika) je ruska republika v Donecki oblasti v Donbasu, ki se nahaja na okupiranem ozemlju Ukrajine. Skoraj vse članice OZN jo štejejo za del Ukrajine, slednja jo obravnava kot teroristično organizacijo.
Leta 2014 so proruski separatisti sprožili vojno v Donbasu in razglasili rusko marionetno republiko DLR (in LLR). Po zaostritvi napetosti med Rusijo in Ukrajino je vlada Vladimirja Putina 21. februarja 2022 priznala samooklicano republiko kot neodvisno in suvereno, zatem pa sprožila odkrito invazijo na Ukrajino. Pri priznanju sta se mu pridružili še Severna Koreja (od julija 2022) in Sirija (od junija 2022).
Po mednarodno nepriznanih referendumih septembra 2022 na okupiranem ozemlju Ukrajine, je Rusija 30. septembra 2022 Donecko ljudsko republiko anektirala. Organizacija združenih narodov je sprejela resolucijo, ki je aneksacijo označila za ilegalno in od Rusije zahtevala takojšen brezpogojen umik.
Vodja DLR je Denis Pušilin. Politično ideologijo v DPR vodi ruski nacionalizem, ruski imperializem in pravoslavni fundamentalizem. Pomembno vlogo igrajo ruske skrajno desne skupine, še posebno ob času nastanka. Organizacije kot je urad za človekove pravice OZN in Human Rights Watch so izpostavile kršitve človekovih pravic v republiki, še posebno mučenje, zapiranje, izvensodne umore, prisilno mobilizacijo, politično in medijsko represijo ter zatiranje ukrajinščine. Milice DLR so bile odgovorne tudi za vojne zločine, med drugim za sestrelitev leta 17 Malaysia Airlines.

## Okrožja
| Mesto/rajon                 | Prebivalci |
| --------------------------- | ---------- |
| Doneck                      | 957.136    |
| Gorlovka                    | 268.527    |
| Debalcevo                   | 26.604     |
| Dokučajevsk                 | 23.937     |
| Jenakijevo                  | 124.267    |
| Ždanovka                    | 12.565     |
| Kirovsko/Krestovka          | 27.847     |
| Makejevka                   | 382.448    |
| Snežno                      | 69.134     |
| Torez/Čistjakovo            | 78.642     |
| Harcizsk                    | 101.369    |
| Šahtjorsk                   | 60.213     |
| Jasinovata                  | 44.020     |
| Amvrosijevski rajon         | 44.165     |
| Novoazovski rajon           | 28.164     |
| Starobeševski rajon         | 49.432     |
| Telmanovski/Bojkovski rajon | 14.581     |
| Šahtjorski rajon            | 19.758     |
| Skupno                      | 2.332.556  |